# والتر كيهو
والتر كيهو (بالإنجليزية: Walter Kehoe)‏ هو محامي وسياسي أمريكي، ولد في 25 أبريل 1870 في يوفولا في الولايات المتحدة، وتوفي في 20 أغسطس 1938 في كورال غيبلز في الولايات المتحدة. حزبياً، نشط في الحزب الديمقراطي. وقد انتخب عضو مجلس النواب الأمريكي.